# Dilshan Madushanka
Lokumarakkalage Dilshan Madushanka (* 18. September 2000 in Hambantota, Sri Lanka) ist ein sri-lankischer Cricketspieler, der seit 2022 für die sri-lankische Nationalmannschaft spielt.

## Kindheit und Ausbildung
Madushanka war Teil des sri-lankischen Teams beim ICC U19-Cricket-Weltmeisterschaft 2020.

## Aktive Karriere
Sein Debüt in der Nationalmannschaft gab er beim Asia Cup 2022 gegen Afghanistan. Bei dem Turnier erzielte er gegen Indien 3 Wickets für 24 Runs. Kurz vor dem ICC Men’s T20 World Cup 2022 verletzte er sich am Oberschenkel und konnte am Turnier nicht teilnehmen. Sein ODI-Debüt folgte dann im Januar 2023 in Indien. Beim ICC Cricket World Cup Qualifier 2023 konnte er dann gegen Simbabwe (3/15) und im Finale gegen die Niederlande (3/18) jeweils drei Wickets erreichen. Für letzteres wurde er als Spieler des Spiels ausgezeichnet. Kurz nach dem Turnier folgte dann auch sein Test-Debüt gegen Pakistan. Kurz vor dem Asia Cup 2023 verletzte er sich und verpasste das Turnier. Daraufhin wurde er für den Cricket World Cup 2023 nominiert.